# Liste der Torschützenkönige der Ligue 1
Diese Liste nennt die Torschützenkönige der professionellen französischen Ligue 1 (bis 2002 Division 1 genannt) im Fußball seit 1932/33, und zwar sowohl den bzw. die erfolgreichsten Torschützen jeder einzelnen Saison als auch die erfolgreichsten Torjäger insgesamt. Die hier fehlenden Spielzeiten von 1939/40 bis 1944/45 („Kriegsmeisterschaften“) gelten nicht als offizielle Meisterschaften; deren beste Goalgetter sind bisher auch nicht vollständig zu ermitteln.

## Gewinner der „Torjägerkrone“ saisonweise
| Saison                                                 | Bester Schütze                            | Verein                               | Tore | Nächstbester                              | Verein                              | Tore |
| ------------------------------------------------------ | ----------------------------------------- | ------------------------------------ | ---- | ----------------------------------------- | ----------------------------------- | ---- |
| 1932/33                                                | Walter Kaiser Robert Mercier              | Stade Rennais UC Club Français Paris | 15   | Joseph Alcazar Pierre Fecchino            | Olympique Marseille AS Cannes       | 14   |
| 1933/34                                                | István Lukács                             | FC Sète                              | 28   | Walter Vollweiler                         | Stade Rennais UC                    | 25   |
| 1934/35                                                | André Abegglen                            | FC Sochaux                           | 30   | Roger Courtois                            | FC Sochaux                          | 29   |
| 1935/36                                                | Roger Courtois                            | FC Sochaux                           | 34   | Oskar Rohr                                | Racing Strasbourg                   | 28   |
| 1936/37                                                | Oskar Rohr                                | Racing Strasbourg                    | 30   | Mario Zatelli                             | Olympique Marseille                 | 28   |
| 1937/38                                                | Jean Nicolas                              | FC Rouen                             | 26   | Oskar Rohr                                | Racing Strasbourg                   | 25   |
| 1938/39                                                | Roger Courtois Désiré Koranyi             | FC Sochaux FC Sète                   | 27   | Norbert Van Caeneghem                     | SC Fivois                           | 21   |
| 1939/40 bis 1944/45: keine offiziellen Meisterschaften |                                           |                                      |      |                                           |                                     |      |
| 1945/46                                                | René Bihel                                | Lille Olympique SC                   | 28   | Pierre Sinibaldi                          | Stade Reims                         | 26   |
| 1946/47                                                | Pierre Sinibaldi                          | Stade Reims                          | 33   | Gustave Kemp                              | FC Metz                             | 30   |
| 1947/48                                                | Jean Baratte                              | Lille Olympique SC                   | 31   | Pierre Sinibaldi                          | Stade Reims                         | 25   |
| 1948/49                                                | Jean Baratte Josef Humpál                 | Lille Olympique SC FC Sochaux        | 26   | Henri Baillot                             | FC Metz                             | 25   |
| 1949/50                                                | Jean Grumellon                            | Stade Rennais UC                     | 24   | Jean Baratte                              | Lille Olympique SC                  | 22   |
| 1950/51                                                | Roger Piantoni                            | FC Nancy                             | 28   | Jean Courteaux                            | OGC Nizza                           | 27   |
| 1951/52                                                | Gunnar Andersson                          | Olympique Marseille                  | 31   | Lambertus de Harder Marcel Rouvière       | Girondins Bordeaux Olympique Nîmes  | 25   |
| 1952/53                                                | Gunnar Andersson                          | Olympique Marseille                  | 35   | Bram Appel                                | Stade Reims                         | 30   |
| 1953/54                                                | Édouard Kargulewicz                       | Girondins Bordeaux                   | 27   | Bram Appel                                | Stade Reims                         | 23   |
| 1954/55                                                | René Bliard                               | Stade Reims                          | 30   | Ernst Stojaspal                           | Racing Straßburg                    | 23   |
| 1955/56                                                | Thadée Cisowski                           | Racing Paris                         | 31   | Rachid Mekhloufi                          | AS Saint-Étienne                    | 21   |
| 1956/57                                                | Thadée Cisowski                           | Racing Paris                         | 33   | Just Fontaine                             | Stade Reims                         | 30   |
| 1957/58                                                | Just Fontaine                             | Stade Reims                          | 34   | Fernand Devlaminck                        | Lille Olympique SC                  | 23   |
| 1958/59                                                | Thadée Cisowski                           | Racing Paris                         | 30   | Just Fontaine Hassan Akesbi               | Stade Reims Olympique Nîmes         | 24   |
| 1959/60                                                | Just Fontaine                             | Stade Reims                          | 28   | Thadée Cisowski                           | Racing Paris                        | 27   |
| 1960/61                                                | Roger Piantoni                            | Stade Reims                          | 28   | Antoine Keller                            | AS Troyes-Savin.                    | 23   |
| 1961/62                                                | Sékou Touré                               | SO Montpelliérain                    | 25   | Hassan Akesbi                             | Stade Reims                         | 23   |
| 1962/63                                                | Serge Masnaghetti                         | US Valenciennes                      | 35   | Lucien Cossou                             | AS Monaco                           | 28   |
| 1963/64                                                | Ahmed Oudjani                             | RC Lens                              | 30   | André Guy                                 | AS Saint-Étienne                    | 28   |
| 1964/65                                                | Jacques Simon                             | FC Nantes                            | 24   | Daniel Rodighiéro                         | Stade Rennais UC                    | 20   |
| 1965/66                                                | Philippe Gondet                           | FC Nantes                            | 36   | Robert Herbin                             | AS Saint-Étienne                    | 26   |
| 1966/67                                                | Hervé Revelli                             | AS Saint-Étienne                     | 31   | Georges Lech                              | RC Lens                             | 25   |
| 1967/68                                                | Étienne Sansonetti                        | AC Ajaccio                           | 26   | Hervé Revelli                             | AS Saint-Étienne                    | 23   |
| 1968/69                                                | André Guy                                 | Olympique Lyon                       | 25   | Hervé Revelli                             | AS Saint-Étienne                    | 22   |
| 1969/70                                                | Hervé Revelli                             | AS Saint-Étienne                     | 28   | Joseph Yegba Maya                         | Olympique Marseille                 | 24   |
| 1970/71                                                | Josip Skoblar                             | Olympique Marseille                  | 44   | Salif Keïta                               | AS Saint-Étienne                    | 42   |
| 1971/72                                                | Josip Skoblar                             | Olympique Marseille                  | 30   | Salif Keïta                               | AS Saint-Étienne                    | 29   |
| 1972/73                                                | Josip Skoblar                             | Olympique Marseille                  | 26   | Bernard Lacombe                           | Olympique Lyon                      | 23   |
| 1973/74                                                | Carlos Bianchi                            | Stade Reims                          | 30   | Marc Berdoll                              | SCO Angers                          | 29   |
| 1974/75                                                | Delio Onnis                               | AS Monaco                            | 30   | François M’Pelé                           | Paris Saint-Germain                 | 21   |
| 1975/76                                                | Carlos Bianchi                            | Stade Reims                          | 34   | Delio Onnis                               | AS Monaco                           | 29   |
| 1976/77                                                | Carlos Bianchi                            | Stade Reims                          | 28   | Michel Platini                            | AS Nancy                            | 25   |
| 1977/78                                                | Carlos Bianchi                            | Paris Saint-Germain                  | 37   | Delio Onnis Nenad Bjeković                | AS Monaco OGC Nizza                 | 29   |
| 1978/79                                                | Carlos Bianchi                            | Paris Saint-Germain                  | 27   | Delio Onnis Éric Pécout                   | AS Monaco FC Nantes                 | 22   |
| 1979/80                                                | Delio Onnis Erwin Kostedde                | AS Monaco Stade Laval                | 21   | Pierre Pleimelding                        | OSC Lille                           | 18   |
| 1980/81                                                | Delio Onnis                               | FC Tours                             | 24   | Uwe Krause                                | Stade Laval                         | 23   |
| 1981/82                                                | Delio Onnis                               | FC Tours                             | 29   | Andrzej Szarmach                          | AJ Auxerre                          | 24   |
| 1982/83                                                | Vahid Halilhodžić                         | FC Nantes                            | 27   | Andrzej Szarmach                          | AJ Auxerre                          | 24   |
| 1983/84                                                | Delio Onnis Patrice Garande               | Sporting Toulon AJ Auxerre           | 21   | Andrzej Szarmach                          | AJ Auxerre                          | 20   |
| 1984/85                                                | Vahid Halilhodžić                         | FC Nantes                            | 28   | Bernard Lacombe                           | Girondins Bordeaux                  | 22   |
| 1985/86                                                | Jules Bocandé                             | FC Metz                              | 23   | Dominique Rocheteau Víctor Ramos          | Paris Saint-Germain Sporting Toulon | 19   |
| 1986/87                                                | Bernard Zénier                            | FC Metz                              | 18   | Philippe Fargeon Gérard Buscher           | Girondins Bordeaux Brest Armorique  | 15   |
| 1987/88                                                | Jean-Pierre Papin                         | Olympique Marseille                  | 19   | Patrice Garande                           | AS Saint-Étienne                    | 17   |
| 1988/89                                                | Jean-Pierre Papin                         | Olympique Marseille                  | 22   | Glenn Hoddle Zlatko Vujović               | AS Monaco AS Cannes                 | 18   |
| 1989/90                                                | Jean-Pierre Papin                         | Olympique Marseille                  | 30   | Kálmán Kovács                             | AJ Auxerre                          | 18   |
| 1990/91                                                | Jean-Pierre Papin                         | Olympique Marseille                  | 23   | Kálmán Kovács                             | AJ Auxerre                          | 16   |
| 1991/92                                                | Jean-Pierre Papin                         | Olympique Marseille                  | 27   | François Calderaro                        | FC Metz                             | 19   |
| 1992/93                                                | Alen Bokšić                               | Olympique Marseille                  | 22   | Xavier Gravelaine                         | SM Caen                             | 20   |
| 1993/94                                                | Roger Boli Youri Djorkaeff Nicolas Ouédec | RC Lens AS Monaco FC Nantes          | 20   | Franck Priou                              | AS Cannes                           | 18   |
| 1994/95                                                | Patrice Loko                              | FC Nantes                            | 22   | Alain Caveglia                            | Le Havre AC                         | 20   |
| 1995/96                                                | Sonny Anderson                            | AS Monaco                            | 21   | Anto Drobniak                             | SC Bastia                           | 20   |
| 1996/97                                                | Stéphane Guivarc’h                        | Stade Rennes                         | 22   | Japhet N’Doram                            | FC Nantes                           | 21   |
| 1997/98                                                | Stéphane Guivarc’h                        | AJ Auxerre                           | 21   | David Trezeguet                           | AS Monaco                           | 18   |
| 1998/99                                                | Sylvain Wiltord                           | Girondins Bordeaux                   | 22   | Alain Caveglia                            | Olympique Lyon                      | 17   |
| 1999/2000                                              | Sonny Anderson                            | Olympique Lyon                       | 23   | David Trezeguet                           | AS Monaco                           | 22   |
| 2000/01                                                | Sonny Anderson                            | Olympique Lyon                       | 22   | Pauleta                                   | Girondins Bordeaux                  | 20   |
| 2001/02                                                | Djibril Cissé Pauleta                     | AJ Auxerre Girondins Bordeaux        | 22   | Jean-Claude Darcheville                   | FC Lorient                          | 19   |
| 2002/03                                                | Shabani Nonda                             | AS Monaco                            | 26   | Pauleta                                   | Girondins Bordeaux                  | 23   |
| 2003/04                                                | Djibril Cissé                             | AJ Auxerre                           | 26   | Alexander Frei                            | Stade Rennes                        | 20   |
| 2004/05                                                | Alexander Frei                            | Stade Rennes                         | 20   | Mickaël Pagis                             | Racing Straßburg                    | 15   |
| 2005/06                                                | Pauleta                                   | Paris Saint-Germain                  | 21   | Peter Odemwingie Fred                     | OSC Lille Olympique Lyon            | 14   |
| 2006/07                                                | Pauleta                                   | Paris Saint-Germain                  | 15   | Steve Savidan                             | FC Valenciennes                     | 13   |
| 2007/08                                                | Karim Benzema                             | Olympique Lyon                       | 20   | Mamadou Niang                             | Olympique Marseille                 | 18   |
| 2008/09                                                | André-Pierre Gignac                       | FC Toulouse                          | 24   | Guillaume Hoarau Karim Benzema            | Paris Saint-Germain Olympique Lyon  | 17   |
| 2009/10                                                | Mamadou Niang                             | Olympique Marseille                  | 18   | Kevin Gameiro                             | FC Lorient                          | 17   |
| 2010/11                                                | Moussa Sow                                | OSC Lille                            | 25   | Kevin Gameiro                             | FC Lorient                          | 22   |
| 2011/12                                                | Olivier Giroud Nenê                       | HSC Montpellier Paris Saint-Germain  | 21   | Eden Hazard                               | OSC Lille                           | 20   |
| 2012/13                                                | Zlatan Ibrahimović                        | Paris Saint-Germain                  | 30   | Pierre-Emerick Aubameyang Darío Cvitanich | AS Saint-Étienne OGC Nizza          | 19   |
| 2013/14                                                | Zlatan Ibrahimović                        | Paris Saint-Germain                  | 26   | fünf Spieler (a)                          | fünf Spieler (a)                    | 16   |
| 2014/15                                                | Alexandre Lacazette                       | Olympique Lyon                       | 27   | André-Pierre Gignac                       | Olympique Marseille                 | 21   |
| 2015/16                                                | Zlatan Ibrahimović                        | Paris Saint-Germain                  | 38   | Alexandre Lacazette                       | Olympique Lyon                      | 21   |
| 2016/17                                                | Edinson Cavani                            | Paris Saint-Germain                  | 35   | Alexandre Lacazette                       | Olympique Lyon                      | 28   |
| 2017/18                                                | Edinson Cavani                            | Paris Saint-Germain                  | 28   | Florian Thauvin                           | Olympique Marseille                 | 22   |
| 2018/19                                                | Kylian Mbappé                             | Paris Saint-Germain                  | 33   | Nicolas Pépé                              | OSC Lille                           | 22   |
| 2019/20 (b)                                            | Kylian Mbappé Wissam Ben Yedder           | Paris Saint-Germain AS Monaco        | 18   | Moussa Dembélé                            | Olympique Lyon                      | 16   |
| 2020/21                                                | Kylian Mbappé                             | Paris Saint-Germain                  | 27   | Memphis Depay                             | Olympique Lyon                      | 20   |
| 2021/22                                                | Kylian Mbappé                             | Paris Saint-Germain                  | 28   | Wissam Ben Yedder                         | AS Monaco                           | 25   |
| 2022/23                                                | Kylian Mbappé                             | Paris Saint-Germain                  | 29   | Alexandre Lacazette                       | Olympique Lyon                      | 27   |

## Die Torjäger der inoffiziellen „Kriegsmeisterschaften“ 1939–1945
Für 1939/40 und 1940/41 liegen keine Angaben vor. Für die Saison 1941/42 nennen Guillet/Laforge den Rouener Angreifer José Mandaluniz (17 Treffer in 16 Begegnungen der Nordgruppe), für 1942/43 im Norden Stefan Dembicki („Stanis“) (RC Lens, 43 Tore bei 30 Punktspielen) und im Süden Emmanuel Aznar (Olympique Marseille, 45 in gleichfalls 30 Partien). 1943/44 bei einer landesweiten Liga mit regionalen Auswahlteams (équipes fédérales) und jeweils zwischen 27 und 30 ausgetragenen Spielen standen auf den vordersten Plätzen erneut Stanis (ÉF Lens-Artois, 41) vor René Bihel (ÉF Lille-Flandres, 38) und Émile Bongiorni (ÉF Paris-Capitale, 37). Im letzten Kriegsjahr 1944/45 – wieder mit Vereinsmannschaften und erneut in zwei Staffeln – waren die treffsichersten Schützen in der Nordgruppe René Bihel (Lille OSC) und Pierre Sinibaldi (Stade Reims, je 30) vor André Simonyi (Red Star, 29), im Süden Roger Planté (Girondins Bordeaux, 25) vor Désiré Koranyi (FC Sète, 22), wobei die Mannschaften 21 oder 22 Spiele austrugen.

## Insgesamt erfolgreichste Ligatorschützen
| Rang | Name                | Jahre     | Tore  | Spiele | Tore/Spiel |
| ---- | ------------------- | --------- | ----- | ------ | ---------- |
| 01   | Delio Onnis         | 1971–1986 | 299   | 449    | 0,67       |
| 02   | Bernard Lacombe     | 1969–1987 | 255   | 497    | 0,51       |
| 03   | Hervé Revelli       | 1965–1978 | 216   | 389    | 0,56       |
| 04   | Thadée Cisowski     | 1947–1961 | 206   | 286    | 0,72       |
| 05   | Roger Piantoni      | 1950–1966 | 203   | 394    | 0,52       |
| 06   | Roger Courtois      | 1933–1956 | 193   | ?      | ?          |
| 07   | Joseph Ujlaki       | 1947–1964 | 189   | 438    | 0,43       |
| 08   | Fleury Di Nallo     | 1960–1975 | 187   | 425    | 0,44       |
| 09   | Gunnar Andersson    | 1950–1960 | 179   | 234    | 0,76       |
|      | Carlos Bianchi      | 1973–1980 | 179   | 220    | 0,81       |
| 11   | Hassan Akesbi       | 1955–1964 | 173   | 293    | 0,59       |
| 12   | Jean Baratte        | 1945–1955 | 169   | 284    | 0,60       |
| 13   | Just Fontaine       | 1953–1962 | 165   | 200    | 0,83       |
| 14   | Alain Giresse       | 1970–1988 | 163   | 582    | 0,28       |
| 15   | André Guy           | 1959–1971 | 160 a | 271    | 0,59       |
| 16   | Désiré Koranyi      | 1935–1950 | 157   | 252    | 0,62       |
| 17   | Jean-Pierre Papin   | 1984–1999 | 156   | 270    | 0,58       |
| 18   | Jacques Vergnes     | 1968–1982 | 153   | 328    | 0,47       |
| 19   | Josip Skoblar       | 1966–1973 | 151   | 174    | 0,87       |
| 20   | Lucien Cossou       | 1956–1968 | 149   | 285    | 0,52       |
| 21   | Kylian Mbappé       | 2015–     | 148   | 177    | 0,84       |
| 22   | Wissam Ben Yedder   | 2010–     | 145   | 288    | 0,50       |
|      | Dominique Rocheteau | 1972–1989 | 145   | 418    | 0,35       |
| 24   | Rachid Mekhloufi    | 1954–1970 | 143   | 341    | 0,42       |
| 25   | Yvon Douis          | 1953–1967 | 141   | 379    | 0,37       |
|      | Pauleta             | 2000–2008 | 141   | 266    | 0,53       |
| 27   | Stéphane Bruey      | 1950–1966 | 139   | 423    | 0,33       |
|      | Michel Platini      | 1972–1982 | 139   | 253    | 0,55       |
| 29   | Edinson Cavani      | 2013–2020 | 138   | 200    | 0,69       |
|      | Sonny Anderson      | 1993–2003 | 138   | 221    | 0,62       |
| 31   | André Simonyi       | 1933–1953 | 136   | ?      | ?          |
| 32   | Salif Keïta         | 1967–1973 | 135   | 167    | 0,81       |
| 33   | Henri Hiltl         | 1934–1948 | 134 b | 251    | 0,53       |
| 34   | Héctor De Bourgoing | 1959–1969 | 133 b | 258    | 0,52       |
| 35   | Gérard Soler        | 1972–1987 | 132 c | 428    | 0,31       |

Auf den weiteren Rängen folgen Jacques Foix und Yannick Stopyra (je 131), Bernard Zénier (130), François M’Pelé (129), Alberto Muro (128), Alexandre Lacazette (127), Lilian Laslandes (127), Jean Grumellon (126), Joseph Yegba Maya (124), Bafétimbi Gomis (122), René Gardien (122), Ernest Schultz (121), François Félix (120), Jean Vincent und Serge Chiesa (je 119), Oskar Rohr, Bernard Genghini und Dominique Rustichelli (je 118) sowie Nestor Combin, Georges Lech und Didier Couécou (je 117). Insgesamt haben bisher 91 Spieler mindestens 100 Treffer erzielt.
Von den 2023/24 in der Ligue 1 aktiven Spielern sind die erfolgreichsten Torschützen Kylian Mbappé (148), Wissam Ben Yedder (145), Alexandre Lacazette (127), Kevin Gameiro (97) und Wahbi Khazri (73). (Stand: nach dem letzten Spieltag 2022/23)